# Claire IsaBelle
Claire IsaBelle, née le 4 janvier 1962 à Saint-Michel en Montérégie, est une professeure et une femme politique québécoise.
Elle est députée de Huntingdon à l'Assemblée nationale du Québec sous la bannière de la Coalition avenir Québec de 2018 à 2022.

## Biographie
Née le 4 janvier 1962 à Saint-Michel, municipalité alors située dans le comté de Napierville, elle y grandit dans une ferme maraîchère où elle travaille tous les étés pendant ses études jusqu'à l'obtention de son baccalauréat. Elle est la neuvième d'une famille de dix enfants.

### Études
En 1994, elle obtient un doctorat en sciences de la communication après des études aux Universités de Montréal (UdeM), Concordia et du Québec à Montréal (UQAM).

### Carrière professionnelle
Elle commence sa carrière comme enseignante en Montérégie puis est conseillère pédagogique dans les écoles de la région de Montréal. Elle enseigne ensuite à l'Université de Moncton au Nouveau-Brunswick et finalement elle s'établit comme professeure et chercheuse en leadership scolaire à l’Université d’Ottawa où elle obtient sa titularisation. Elle rédige plusieurs articles scientifiques sur l’utilisation des technologies en éducation et la formation des directions d’écoles et le rôle de ces dernières dans la mise en place et l'évolution des communautés d'apprentissage professionnelles.

### Engagement politique
En 2011, elle s'implique à la Coalition avenir Québec dès sa fondation. En juillet 2012, elle est choisie candidate du parti dans la circonscription de Huntingdon en vue des élections générales québécoises de 2012. Elle termine troisième. Deux ans plus tard, elle est de nouveau candidate dans la même circonscription aux élections de 2014. Elle obtient alors un pourcentage de vote inférieur mais finit deuxième. La même année, elle devient présidente de la Commission politique de son parti.
Le 20 avril 2018, le chef de la Coalition avenir Québec (CAQ), François Legault, annonce que Claire IsaBelle sera pour la troisième fois la candidate de son parti aux élections de 2018. Le 1er octobre 2018, elle réussit finalement à défaire son adversaire libéral de toujours, Stéphane Billette, et devient députée  à l'Assemblée nationale du Québec.
Le 29 avril 2022, elle annonce son départ de l'Assemblée nationale à la fin de son mandat de députée.

## Publications
Claire IsaBelle est l'auteure de Regard critique et pédagogique sur les technologies de l’information et de la communication (2002) et de Système scolaire franco-ontarien : d’hier à aujourd’hui pour le plein potentiel des élèves (2018).

## Résultats électoraux
|                                                                                               | Nom                         | Parti            | Nombre de voix | %      | Maj. |
| --------------------------------------------------------------------------------------------- | --------------------------- | ---------------- | -------------- | ------ | ---- |
|                                                                                               | Claire IsaBelle             | Coalition avenir | 10 893         | 37,7 % | 711  |
|                                                                                               | Stéphane Billette (sortant) | Libéral          | 10 182         | 35,2 % | -    |
|                                                                                               | Aiden Hodgins-Ravensbergen  | Québec solidaire | 3 676          | 12,7 % | -    |
|                                                                                               | Huguette Hébert             | Parti québécois  | 3 188          | 11 %   | -    |
|                                                                                               | Victoria Mary Haliburton    | Vert             | 444            | 1,5 %  | -    |
|                                                                                               | Jérémie Ouellette           | Conservateur     | 396            | 1,4 %  | -    |
|                                                                                               | Charles Orme                | NPD Québec       | 126            | 0,4 %  | -    |
| Total                                                                                         | Total                       | Total            | 28 905         | 100 %  |      |
| Le taux de participation lors de l'élection était de 67,6 % et 508 bulletins ont été rejetés. |                             |                  |                |        |      |

|                                                                                               | Nom                         | Parti                | Nombre de voix | %      | Maj.  |
| --------------------------------------------------------------------------------------------- | --------------------------- | -------------------- | -------------- | ------ | ----- |
|                                                                                               | Stéphane Billette (sortant) | Libéral              | 14 115         | 48,6 % | 7 240 |
|                                                                                               | Claire IsaBelle             | Coalition avenir     | 6 875          | 23,7 % | -     |
|                                                                                               | Huguette Hébert             | Parti québécois      | 5 893          | 20,3 % | -     |
|                                                                                               | Carmen Labelle              | Québec solidaire     | 1 490          | 5,1 %  | -     |
|                                                                                               | Louis-Paul Bourdon          | Parti des sans parti | 301            | 1 %    | -     |
|                                                                                               | Albert De Martin            | Conservateur         | 277            | 1 %    | -     |
|                                                                                               | Yann Labrie                 | Option nationale     | 113            | 0,4 %  | -     |
| Total                                                                                         | Total                       | Total                | 29 064         | 100 %  |       |
| Le taux de participation lors de l'élection était de 70,1 % et 424 bulletins ont été rejetés. |                             |                      |                |        |       |

|                                                                                               | Nom                         | Parti                  | Nombre de voix | %      | Maj.  |
| --------------------------------------------------------------------------------------------- | --------------------------- | ---------------------- | -------------- | ------ | ----- |
|                                                                                               | Stéphane Billette (sortant) | Libéral                | 11 896         | 39,6 % | 3 889 |
|                                                                                               | Géatan Arel                 | Parti québécois        | 8 007          | 26,7 % | -     |
|                                                                                               | Claire IsaBelle             | Coalition avenir       | 7 721          | 25,7 % | -     |
|                                                                                               | Carmen Labelle              | Québec solidaire       | 1 116          | 3,7 %  | -     |
|                                                                                               | Nicholas Roach              | Vert                   | 448            | 1,5 %  | -     |
|                                                                                               | Antoine-Marie Bourdon       | Coalition constituante | 312            | 1 %    | -     |
|                                                                                               | Éric Paré                   | Option nationale       | 289            | 1 %    | -     |
|                                                                                               | Maxime Collette             | Conservateur           | 181            | 0,6 %  | -     |
|                                                                                               | Steven Gomory               | Union citoyenne        | 70             | 0,2 %  | -     |
| Total                                                                                         | Total                       | Total                  | 30 040         | 100 %  |       |
| Le taux de participation lors de l'élection était de 73,3 % et 385 bulletins ont été rejetés. |                             |                        |                |        |       |